# Andrea Casaregi
Andrea Casaregi (Gênes, 1741 - 1799) est  un sculpteur italien néoclassique actif essentiellement à Gênes et en Ligurie.

## Biographie
Andrea Casaregi  travailla  au Palazzo Ducale de Gênes. 

## Œuvres
- Allégories de La Concorde et la Paix (2 statues), Palazzo Ducale, Gênes.
- Médaillons de portraits de Ligures illustres, réalisés avec Nicolo Traverso et Francesco Ravaschio.